# Charkowce (rejon starosieniawski)
Charkowce – wieś w rejonie starosieniawski obwodu chmielnickiego.